# Estación de Ciudad Expo

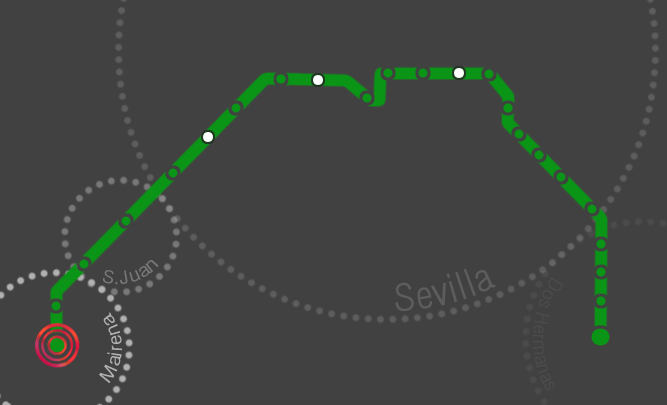
Localización

Ciudad Expo es una estación terminal de la Línea 1 y una de las dos estaciones situadas dentro del término municipal de Mairena del Aljarafe, se ubica frente al nuevo Centro Comercial Metromar.
Esta estación del Metro de Sevilla consta de vestíbulo cubierto en superficie y andén central también en superficie.
La Estación de Ciudad Expo tiene venta de billetes automática, sistema de evacuación de emergencia y mamparas de seguridad para evitar caídas accidentales al andén.
La estación es de tipología y distribución espacial similar a la de Olivar de Quintos, la otra terminal de línea.

## Accesos
- Av. de los Descubrimientos S/nº (Frente al Centro Comercial Metromar)
- S/nº (Frente al Centro Comercial Metromar)

## Líneas y correspondencias

### Servicios de metro
| << cabecera | < estación | línea | estación > | cabecera >>       |
| ----------- | ---------- | ----- | ---------- | ----------------- |
| Terminal    | Terminal   |       | Cavaleri   | Olivar de Quintos |

### Otras conexiones
| LÍNEA | Trayecto                                       | Zona |
| ----- | ---------------------------------------------- | ---- |
| M-101 | Circular Aljarafe                              | B    |
| M-150 | Mairena del Aljarafe                           | B    |
| M-151 | Urb. Pluebla del Marqués, Mairena del Aljarafe | B    |
| M-152 | Palomares del Río                              | B    |
| M-153 | Almensilla                                     | B    |
| M-155 | Almensilla                                     | B    |

- Carril bici y aparcamiento para bicicletas.